# Hermandad de los Dolores (El Viso del Alcor)

La Antigua, Real e Ilustre Hermandad del Santísimo Sacramento, Ánimas Benditas, Santo Lignum Crucis y Cofradía de Nazarenos del Santísimo Cristo del Amor, Santo Entierro de Nuestro Señor Jesucristo y Nuestra Señora de los Dolores es una de las cofradías que desfilan en la Semana Santa de El Viso del Alcor (Sevilla). Realiza su estación de penitencia en la tarde del Viernes Santo.

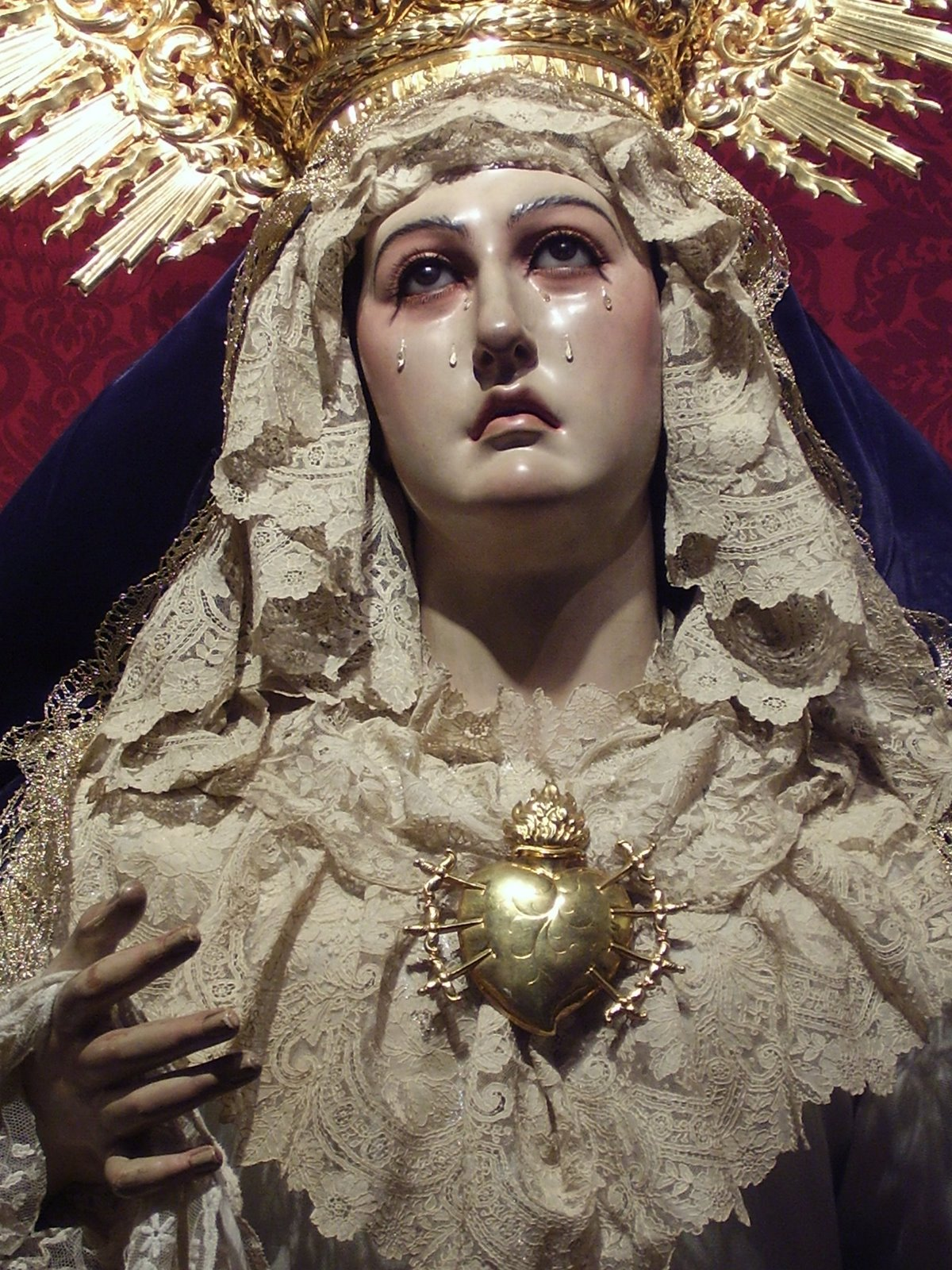
Nuestra Señora de los Dolores.

## Historia

### Fundación y primeros años de vida de la Hermandad.

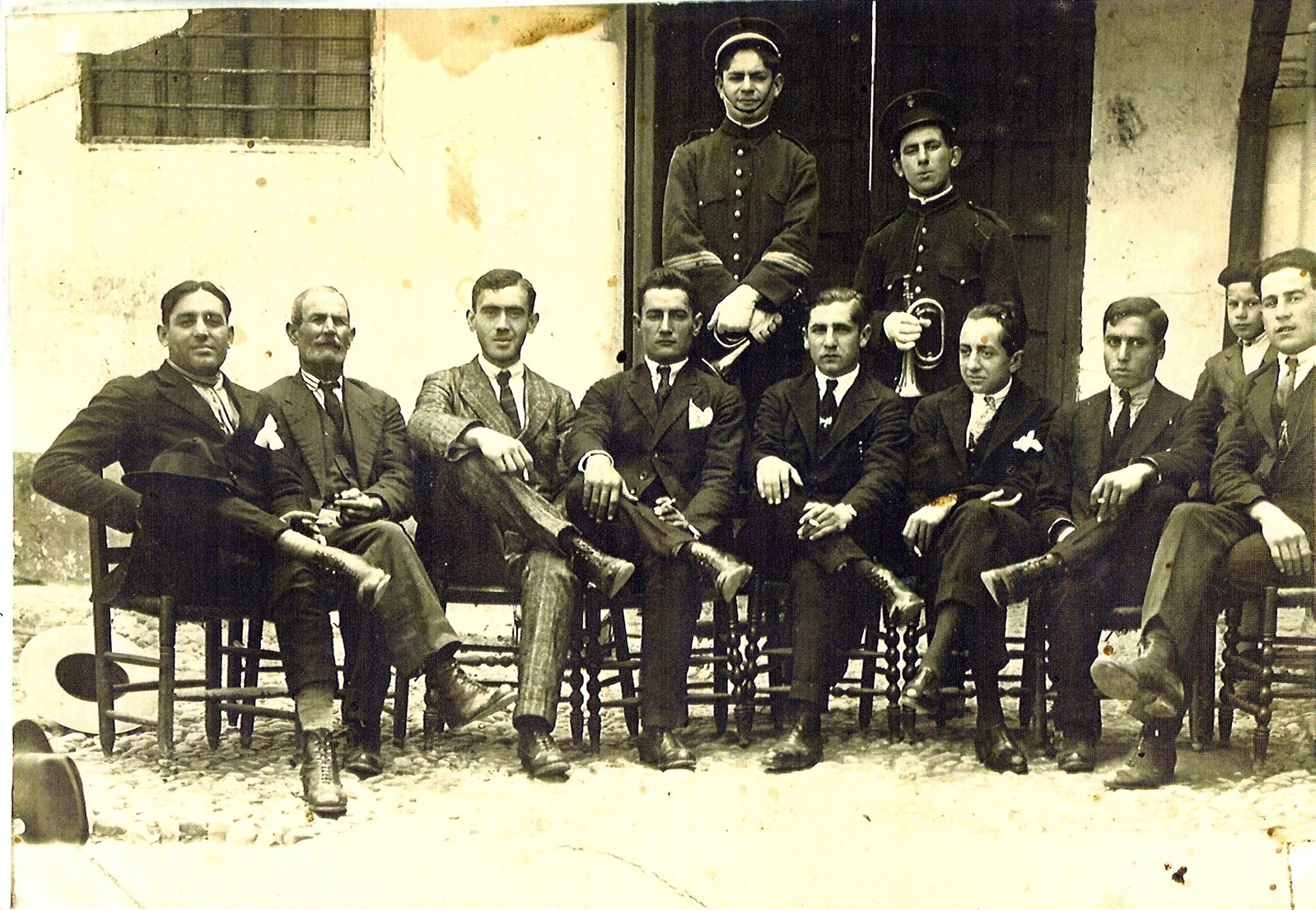
Junta de Gobierno-1927

A principios de los años 20, El Viso asiste al nacimiento de una nueva Hermandad que con el paso del tiempo habría de convertirse en uno de los referentes de la sociedad visueña y, en especial, de su Semana Santa. Así pues, en 1922, Don Manuel Guerrero Borreguero, Don Rafael de los Santos Falcón, Don Aurelio Jiménez León, Don Camilo León Guerrero y Don Manuel León Cordones fundan una Hermandad para reunir los numerosos devotos con los que ya contaba la Virgen de los Dolores.
Con la peculiaridad de ser una Hermandad creada a partir de una devoción, el 16 de abril de 1922 es la fecha en la que queda constituida la nueva asociación de fieles. Los primeros años fueron como los de toda Hermandad, muy difíciles. Las actas de estos primeros momentos están cargadas de proyectos recaudatorios: rifas cuyo premio son doscientas pesetas, un espejo de no más de ciento cincuenta pesetas, etc. Incluso se llegó a cultivar tierras en beneficio de la Hermandad. A todo esto hay que añadir la situación económica del momento, en que la mayoría de la población era de condición humilde y el número de pobres mucho mayor. Prueba de ello son las numerosas donaciones de pan que hace la Hermandad a estos.
También cabe destacar que el Viernes de Dolores de 1930 se llevó a cabo el primer besamanos a la Virgen de los Dolores tras la Función Principal de Instituto; acudiendo al acto más de 1500 personas, entre ellas todas las autoridades civiles del municipio.

### Sucesos de la Guerra Civil.
Así, con más pena que gloria, fueron pasando los años de esta joven corporación hasta que llegó la noche del 21 de julio de 1936 en la que el Sacristán Guerrero, que es como era conocido Manuel Guerrero Borreguero, evitó que el Santísimo Sacramento y la imagen de Nuestra Señora de los Dolores desapareciesen en la quema que habría de sufrir aquella noche la iglesia. Trasladando a ambos a su domicilio y poniendo en peligro su vida y la de su esposa doña Concepción Burgos, salvó del fuego al Santísimo Sacramento y a la Dolorosa visueña por antonomasia.
Pasada la Guerra Civil Española, esta hermandad lleva la iniciativa para restaurar la iglesia parroquial y reorganizar la Hermandad Sacramental, que si bien fue fundada en 1557, había desaparecido debido a una crisis. Hay que destacar también los impulsos que a la hermandad dan los hermanos a pesar de los miseros años que corrían, prueba de hecho fue la realización de un palio para el paso de Nuestra Señora de los Dolores en 1941-42 o la adquisición de un paso para que procesionase la imagen del Santo Entierro.
Para finalizar este capítulo negro de la historia de la Hermandad, habría que recordar que en 1961, con motivo del XXV Aniversario de la salvación del Santísimo Sacramento y de Nuestra Señora de los Dolores, se rotula la antigua Plaza de Oriente con el nombre de Plaza del Sacristán Guerrero.

### Llegada de la imagen del Stmo. Cristo del Amor.
En Junta de Oficiales de Mesa celebrada el 16 de noviembre de 1944, se acuerda "ampliar la Cofradía con una imagen de nuestro Divino Redentor enclavado en la cruz y adaptar el paso del Santo Entierro para el citado Crucifijo, para hacer estación en la próxima Semana Santa". Así, esta hermandad se titularía en lo sucesivo, tras la pertinente modificación de Reglas, Hermandad del Santísimo Cristo del Amor, Santo Entierro de Nuestro Señor Jesucristo y Nuestra Señora de los Dolores. Además, para llevar a cabo las reformas y gestiones necesarias, fue nombrada una comisión formada por los hermanos D. Camilo León (Hermano Mayor), D. Manuel León Cordones, D. Manuel Campillo y D. Miguel López. Siguiendo el hilo de los acontecimientos, las gestiones de la comisión antes citada se suceden con premura y así, en Cabildo de Oficiales celebrado el 21 de diciembre, tras ser informados los miembros de Junta se decide "adquirir el modelo de Santo Cristo enviado por la casa de D. Ramón Bretcha de Olot." Así prima intención de procesionar la nueva imagen en la próxima Semana Santa sobre cualquier otro criterio, por lo que la Junta de Gobierno se decidió por una imagen de pasta de madera fabricada en serie, cuya adquisición resultaría más rápida y económica que la de una imagen artesana de talla. Sin embargo, y en contra de lo previsible una vez vista la premura con la que se habían llevado a cabo las gestiones, la Junta de Oficiales celebrada el 23 de marzo de 1945 decide de forma unánime "devolver a Olot la imagen del Crucificado que se pidió a D. Ramón Bretcha, puesto que no se ajusta al modelo que se pidió y es de poco gusto."

Lo que sí se conservaría sería el título y la advocación que habían designado para nominar la pretendida nueva imagen. No obstante, hasta la segunda mitad de los años 50 no se conocerán someros intentos por renovar nuevamente algunos aspectos de la Cofradía del Viernes Santo, donde llama la atención la lectura del acta correspondiente a la Junta de Oficiales celebrada el 21 de febrero de 1959 en la que se decide proponer al cabildo "la compra de un paso de Cristo y la imagen de un Cristo crucificado para poco a poco hacer el misterio del Descendimiento". El proyecto no pasó de eso, y sirve para cerrar una época y abrir otra en la que se optará por opciones más viables y acordes con los recursos de la Hermandad y que culminará con la llegada de la imagen del Santísimo Cristo del Amor.

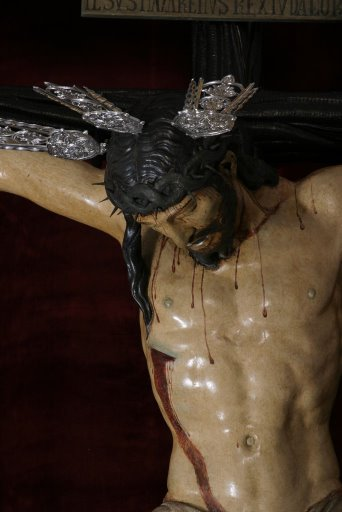
Santísimo Cristo del Amor.

Parece que Dios hubiera querido que esa persistencia de la Hermandad en la advocación del Amor obtuviese sus frutos, y así ocurría en 1960. De esta forma, en la Junta de Oficiales de Mesa del 13 de febrero de 1960 se informa: "Por el Secretario se pone en conocimiento de los reunidos que como en nuestra Reglas consta que la cofradía es de tres pasos de los cuales falta el Cristo del Amor, y que informando de que en la Iglesia de San Martín de Sevilla, filial de San Andrés, en la capilla de la Santa Espina hay un Cristo Crucificado y que por casualidad se titula del Amor, que dicha imagen no recibe culto, por lo que deben hacer las gestiones con el Sr. Cura Párroco de San Andrés de Sevilla para, si puede ser, traerlo para nuestra Cofradía, aprobándose que en la próxima visita de los Sres. Cofrade Mayor, Depositario y Secretario se hagan las gestiones acerca de dicho Párroco." Fue pues, N.H.D. Ricardo Jiménez Palacios, Secretario entonces de la Junta de Gobierno, quien planteó a sus compañeros de Mesa la posibilidad de adquirir la imagen del Cristo del Amor.
La Junta de Gobierno recibe la noticia con ilusión y decide plantear el asunto al Cura Párroco, D. Francisco Barragán, para que este pueda también participar en las gestiones y trámites burocráticos que habrá que llevar a cabo en el Palacio Arzobispal. La intervención del Párroco visueño fue fundamental para obtener el beneplácito del Sr. Cardenal de Sevilla D. José María Bueno Monreal para autorizar el depósito de la imagen del Stmo. Cristo del Amor, supeditado también al beneplácito de D. José Antonio Infantes Florido, Cura Ecónomo de San Andrés y San Martín, quien demostró su disposición al traslado siempre que la Parroquia de Santa María del Alcor ofreciese una limosna de 10 000 pesetas para las necesidades de la feligresía de San Andrés y San Martín.
Así, en 1961 la cofradía pasa a incluir un paso neobarroco en el que el Cristo del Amor procesionaría hasta 1998, año en que se adquiere el paso en el que actualmente procesiona. Con la llegada del crucificado y su salida procesional se produce la novedad de que a partir de ese año el Santo Entierro pasaría a salir en la tarde del Sábado Santo para posteriormente dejar de procesionar en 1989.
Un lamentable acontecimiento acaeció durante la procesión del Viernes Santo de 1968. La cruz del Cristo del Amor se enganchó en un cable de alta tensión que se encontraba a muy baja altura con tan mala suerte que la imagen del crucificado cayó sobre las escalinatas de la Plaza Sacristán Guerrero, sufriendo daños de importancia de los que hubo de ser restaurado.

### Levantamiento de la Casa de Hermandad.
En las décadas siguientes son continuas las iniciativas y reformas por conservar e incrementar el patrimonio de la Hermandad, pero no cabe duda de que los hechos más significativos son dos: el primero tiene efecto el 19 de diciembre de 1982 en que el arzobispo Carlos Amigo Vallejo bendice la casa de hermandad. Era un proyecto de varios años que se hacía ya muy necesario y demandaban ya los hermanos. 

### Fusión con la Hermandad Sacramental.
Desde el 5 de febrero de 1992 la Hermandad de los Dolores está fusionada con la Real Hermandad Sacramental de la Parroquia, formando desde entonces una sola corporación, la Real Hermandad Sacramental de los Dolores. Culminaba así un largo proceso de acercamiento entra ambas hermandades, que incluso ya llegaron a estar fusionadas en una ocasión anterior.
Sea porque la imagen de Nuestra Señora de los Dolores se ha encontrado situada desde siempre en la capilla del Sagrario de la Iglesia de Santa María del Alcor, sea por lo que fuera, lo cierto es que la Hermandad de los Dolores siempre mantuvo una relación especial de convivencia con la Hermandad Sacramental. De manera anecdótica, sirva como dato para demostrar aún más ese acercamiento el que en un inventario de la Hermandad Sacramental realizado en el siglo XIX se dice que esta Hermandad es la propietaria de la imagen de la Virgen de los Dolores.
Con el devenir de los años, la vinculación entre ambas corporaciones fue creciendo constantemente hasta el punto de que desde 1983 hasta 1987 ya estuvieron fusionadas temporalmente. No obstante, tras dos años actuando de forma independiente, la Hermandad Sacramental comienza a resentirse del que fuera su principal problema tradicional: la falta de hermanos comprometidos en su gestión. Esta será una de las causas fundamentales para que, en 1990, se inicie un nuevo proceso de fusión con la iniciativa del propio Cura Párroco, Mario Fermín Ramos Vaca, que, consciente de la frágil situación en que se encuentra en esos momentos la Hermandad Sacramental, tal vez vea la fusión con la Hermandad de los Dolores la solución a ese problema.
Este sería el comienzo de un proceso que finalizaría con la fusión de ambas hermandades, quedando así el título de la misma: Antigua Real e Ilustre Hermandad Sacramental, Ánimas Benditas, Santo Lignum Crucis y Cofradía de Nazarenos del Santísimo Cristo del Amor, Santo Entierro de Nuestro Señor Jesucristo y Nuestra Señora de los Dolores. Ambas corporaciones, ya fusionadas como una única, pasarían a estar representadas por un nuevo escudo, diseño de Antonio Dubé de Luque.

### Centenario de la Hdad de Penitencia

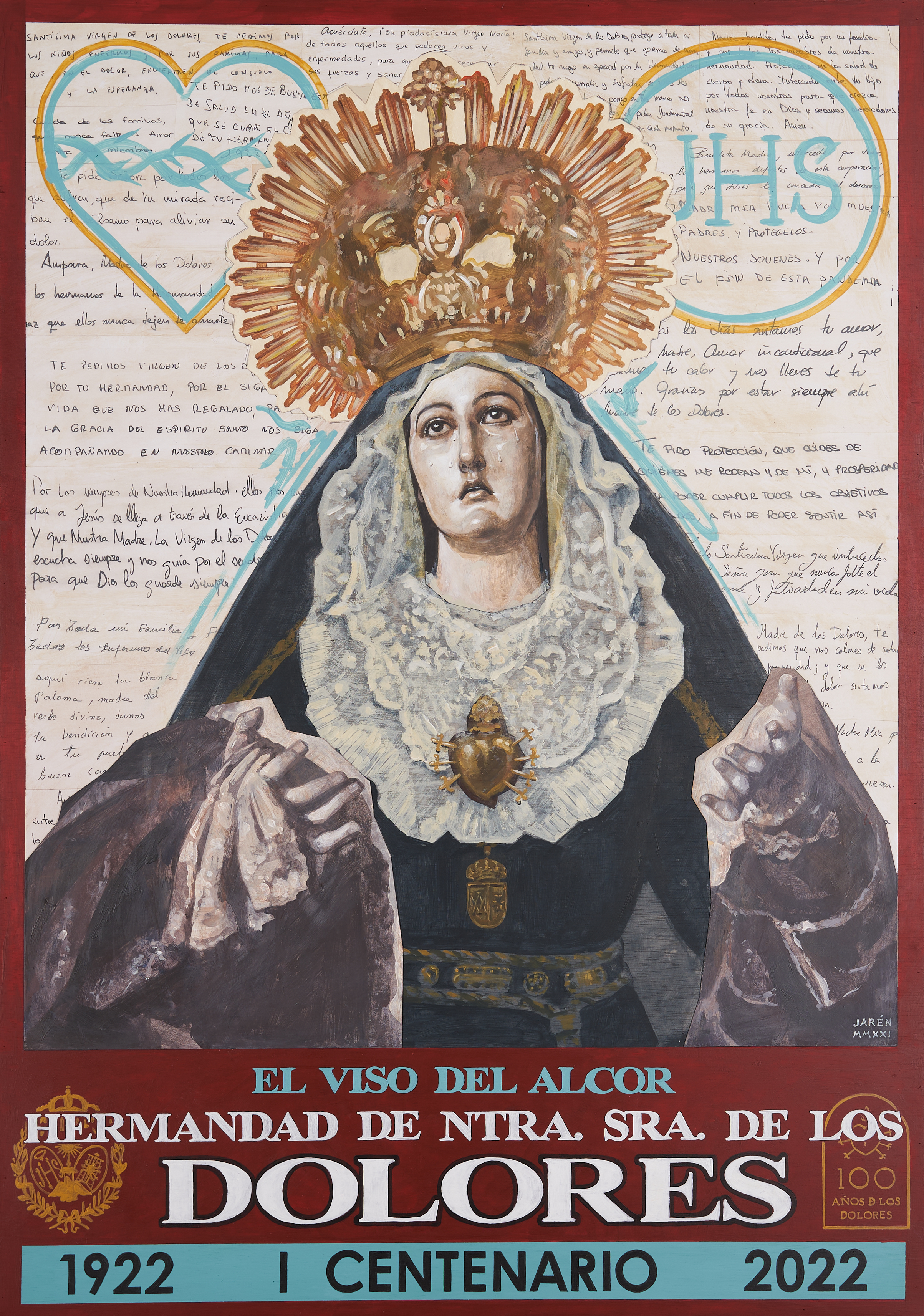
Cartel del Centenario de la Hdad. de los Dolores, obra de José María Méndez

En 2022 se cumplía el primer centenario de la fundación de la Hermandad de los Dolores y, con motivo de ello, se llevaron a cabo diversos actos, los cuales culminaron con la concesión a la Hermandad de la Llave de Oro de El Viso del Alcor. Entre los diversos actos se pueden destacar los siguientes:
- Exposición en el Círculo Mercantil de Sevilla. Enmarcada en la decimosexta edición de Círculo de Pasión, del sábado 5 al domingo 13 de febrero de 2022, la Hermandad expuso lo más rico de su patrimonio artístico y documental, al igual que hizo un repaso a sus cien años de historia.[1]
- Cultos del Centenario. En acción de gracias por tan fructífero centenario vivido por la Hermandad, se realizó un Triduo Extraordinario por el I Centenario de la Hdad, entre el jueves 29 de septiembre y el sábado 1 de octubre de 2022. En dicha celebración ocuparon la Sagrada Cátedra, consecutivamente, los siguientes sacerdotes: jueves 29 de septiembre: Rvdo. Sr. D. Álvaro Román Villalón, párroco de la de Santa María Magdalena de Arahal; viernes 30 de septiembre: Rvdo. Sr. D. Ignacio Jiménez Sánchez-Dalp, párroco de la de Santa María de las Flores y San Eugenio de Sevilla; y sábado 1 de octubre: Rvdo. Sr. D. Marcelino Manzano Vilches, Delegado Diocesano de Hermandades de Sevilla. Dicho Solemne Triduo concluyó con la celebración de la Solemne Misa Pontifical oficiada por el Santo Sacrificio de la Misa y pronunciando la homilía el Excmo. y Rvdmo. D. José Ángel Saiz Meneses, Arzobispo de Sevilla, en la Iglesia Parroquial de Santa María del Alcor el domingo 2 de octubre.
- Exaltación del Centenario. El 12 de octubre de 2022 en el patio del Ayuntamiento se llevó a cabo un acto de exaltación a los cien años de historia de la Hermandad, donde intervinieron los siguientes hermanos: Manuel Jesús Bonilla Jiménez, haciendo referencia a los inicios de la Hermandad; Antonio Becerra Rico, en referencia al Santísimo Cristo del Amor; Manuel García Rodríguez, exaltando los viernes por antonomasia de la Hermandad (Viernes de Dolores y Viernes Santo); María José Jiménez Guerrero, en alusiones al Santísimo Sacramento y la fusión de la Hermandad de los Dolores con la Hermandad Sacramental; y Antonio Jesús Jiménez Benítez, versando sobre la imagen de la Virgen de los Dolores y su devoción. Para finalizar dicho acto se estrenó la marcha Mater Dolorosa, obra del músico visueño Pablo Ojeda Jiménez.
- Entrega de la Llave de Oro de El Viso del Alcor a Nuestra Señora de los Dolores. El 15 de octubre de 2022 quedó marcado en las páginas históricas de la Hdad. de los Dolores, pues la Virgen recorrió las calles de la localidad en una procesión extraordinaria con motivo de este primer centenario fundacional de la corporación y dejó momentos inolvidables, como la visita de la Dolorosa a la capilla del Rosario. El culmen fue cuando en la plaza del Ayuntamiento, el alcalde Gabriel Santos hacía la imposición de la Llave de Oro de la Villa que la Corporación había concedido a la Hermandad, viniendo a constatar la continua aportación de la Hermandad a la sociedad visueña.

### Coronación canónica de Nuestra Señora de los Dolores.
El sábado 17 de febrero de 2024, el obispo auxiliar de Sevilla, monseñor Teodoro León, durante la función del Santísimo Cristo del Amor, anunció la coronación canónica de Nuestra Señora de los Dolores, programada para el 11 de octubre de 2025. La ceremonia presidida por el arzobispo de Sevilla, José Ángel Saiz Meneses, marca un hito importante para la devoción local a la Santísima Virgen. De esta forma, la coronación canónica de Ntra. Sra. de los Dolores, rito litúrgico usado para resaltar la devoción por una advocación mariana, marca un importante acontecimiento en la historia de El Viso del Alcor, grabando con letras de oro la fecha del 11 de octubre de 2025. 
- Obra social de la coronación. Si bien la acción caritativa de la Hermandad se diversificaba entre ayudas a particulares, Cáritas Parroquial, la Fundación Pontificia Ayuda a la Iglesia Necesitada y diversas entidades, la mayor envergadura de la Obra Social de la Hermandad reside en la Asociación de Enfermos Cerebrales Vasculares Nuestra Señora de los Dolores. La asociación fue creada por varios hermanos en el 2007, con ocasión del 450 aniversario fundacional de la Real Hermandad Sacramental. Creció vertiginosamente en pocos años, lo que derivó en la contratación de fisioterapeutas y una conductora para la furgoneta que traslada a los enfermos desde sus domicilios hasta el sitio en el que reciben rehabilitación. Desde su creación se han atendido a aproximadamente medio centenar de enfermos que reciben atención personalizada.

### Hermanos Mayores
| Mandato         | Nombre                            |
| --------------- | --------------------------------- |
| 1922–1926       | Antonio Campillo.                 |
| 1926–1944       | Manuel Campillo Falcón.           |
| 1944–1945       | Camilo León Guerrero.             |
| 1945–1959       | Manuel Campillo Falcón.           |
| 1959–1963       | Salvador Jiménez Sánchez-Barbudo. |
| 1963–1966       | Franciso Jiménez.                 |
| 1966–1974       | Rafael Belloso Fernández          |
| 1974–1982       | Salvador Jiménez Sánchez-Barbudo. |
| 1982–1990       | Ricardo Jiménez Palacios.         |
| 1990–1994       | Francisco Rueda Campillo.         |
| 1994–1997       | José Manuel López Bonilla.        |
| 1997–2001       | Francisco Rueda Campillo.         |
| 2001–2005       | Manuel Jesús Bonilla Jiménez.     |
| 2005–2009       | Manuel García Rodríguez.          |
| 2009–2013       | José Antonio Martín Benítez.      |
| 2013–2017       | Alfonso Carlos Sánchez Huertas.   |
| 2017–actualidad | Juan Guillermo Bonilla Jiménez.   |

## Titulares

### Santísimo Sacramento

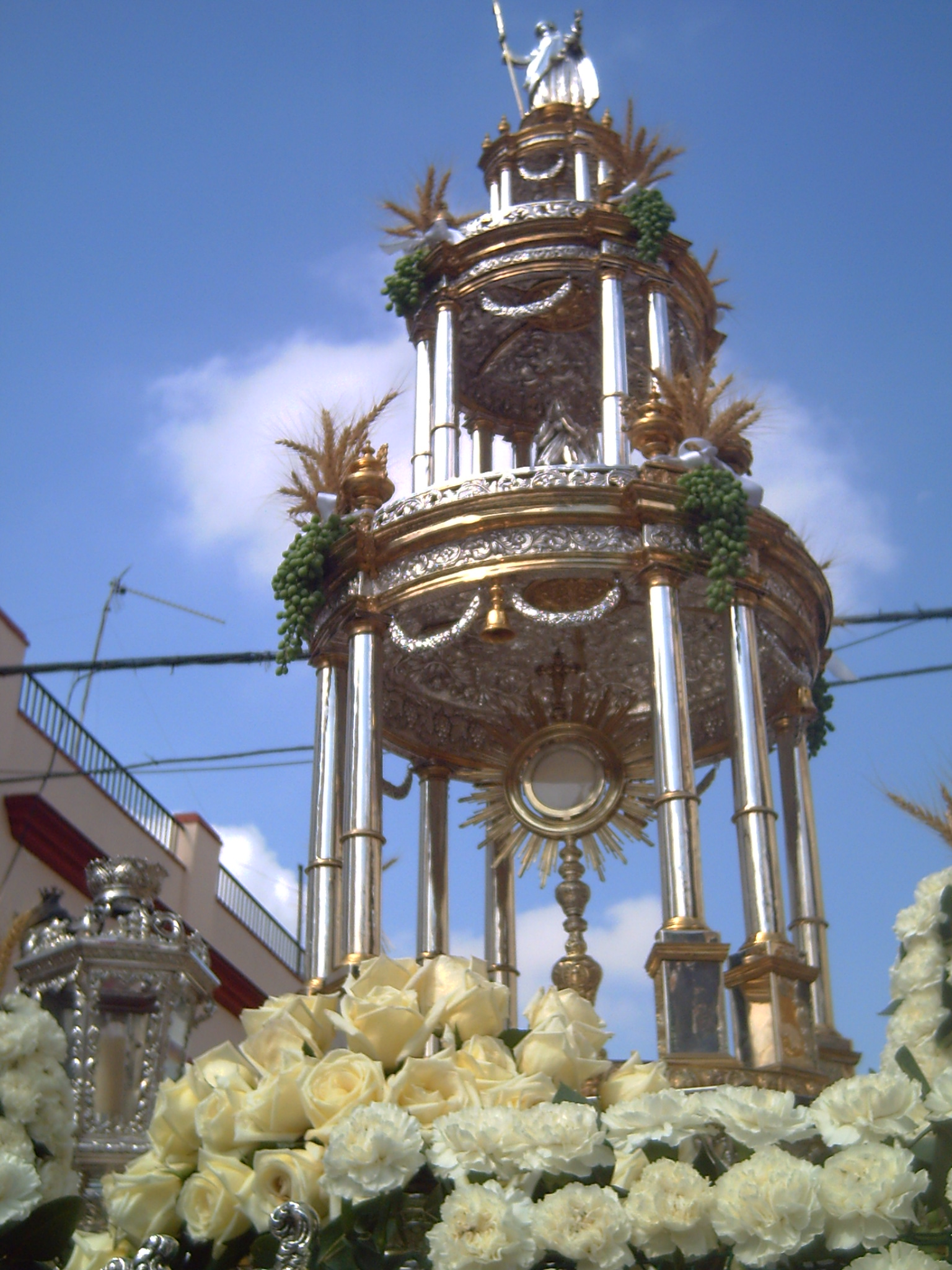
Custodia del Santísimo Sacramento.

Desde la fusión en 1992 con la Hermandad Sacramental de la Parroquia debido a la precaria situación en la que esta última se hallaba, la Hermandad cuenta entre sus titulares al Santísimo Sacramento y, por ello, es la encargada de organizar la procesión del Corpus Christi por las calles del Viso y de dar culto a Jesús Sacramentado, razón por la cual todos los últimos sábados de cada mes hay exposición de Nuestro Señor Sacramentado.
El Domingo de Corpus Christi por la mañana se celebra la procesión del Santísimo Sacramento por las calles de El Viso del Alcor. En la procesión existen tres pasos, el primero con el Niño Jesús, el segundo con la Inmaculada Concepción de María y el tercero con la Custodia de su Divina Majestad.

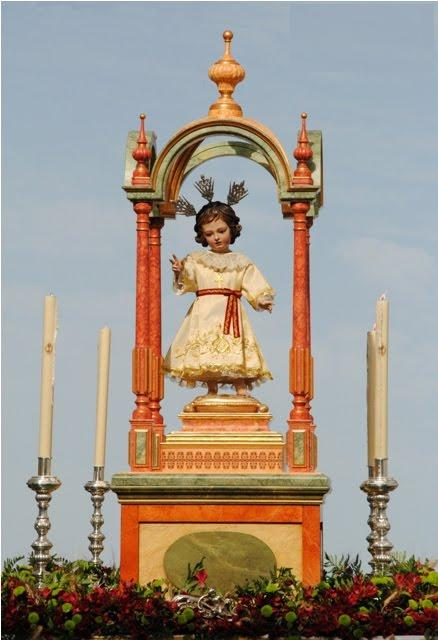
Paso del Niño Jesús.

El Niño Jesús en su paso va custodiado por un templete neoclásico de madera policromado imitando mármoles en distintas tonalidades, siguiendo diseño de Ricardo Jiménez. La imagen del Niño Jesús es obra del escultor Darío Fernández Parra en el año 2011. Anteriormente procesionaba otra imagen del Niño Jesús, obra del escultor Augusto Morilla.
La Inmaculada Concepción procesiona desde el año 2022. La mascarilla de la imagen, donación de D. Manuel de Morales, es obra de Manuel Gutiérrez-Reyes Cano; siendo completada la elaboración de manos, candelero y nube pedestal por el imaginero José Antonio León Redondo, hermano de la Hermandad.

### Ánimas Benditas
Las Ánimas Benditas son titulares de la Hermandad, motivo por el cual todos los viernes finales de mes se realiza una misa por los hermanos fallecidos. Del mismo modo, el último viernes del mes de noviembre se realiza una misa por todas las almas de los visueños que ese año han fallecido.

### Santo Lignum Crucis
Esta Hermandad tiene el honor de custodiar una reliquia de la Verdadera Cruz de Cristo, conservada en una riquísima cruz de plata repujada y expuesta a la veneración en el altar mayor de la iglesia parroquial.
La reliquia del Lignum Crucis (literalmente, madera de la cruz) fue donada por el señor D. Francisco Iribarren Jiménez a la entonces Hermandad Sacramental en 1952, en memoria y como sufragio de las almas de su esposa e hijo, y con la única condición (expresada mediante acta notarial) de que se le diese culto público y no fuese enajenada onerosa o lucrativamente.
Durante unos años el Lignum Crucis de esta Hermandad fue el único titular que procesiona en las dos cofradías que esta Hermandad saca a la calle todos los años. El Viernes Santo es portado por un nazareno del cuerpo de nazarenos del Santísimo Cristo del Amor, existiendo la tradición de que los fieles puedan besar la reliquia durante la procesión. Además, desde 2011 hasta 2019, en la procesión del Corpus Christi fue llevado en un paso por jóvenes costaleros. Su lugar en la procesión sacramental pasó a ocuparlo una imagen de la Inmaculada Concepción.

### Santísimo Cristo del Amor
La imagen del Santísimo Cristo del amor, crucificado en la cruz, representa a Jesús de Nazaret muerto tras la crucifixión y coronado de espinas. Obra anónima aunque atribuida a Juan Bautista Vázquez el Viejo. El Cristo del Amor es una imagen manierista que responde a la estética del siglo XVI practicada por su autor, aunque cronológicamente podría encuadrarse en el contexto del Realismo. Hay datos sobre una restauración a mediados del XIX, obra de Gutiérrez Cano. Desde la llegada a El Viso ha sido intervenido en otras cuatro ocasiones, la primera en 1960 por Manuel Domínguez; la segunda con ocasión de la caída del paso, por Ricardo Comas, en 1970; en 1991, por Manuel Escamilla. Estas tres fueron supervisadas por el profesor Francisco Peláez del Espino. Y la última en 2004-2005 por Enrique Gutiérrez Carrasquilla, donde además de recuperar la policromía original tapada por repintes de anteriores restauraciones, se ha consolidado el interior de la escultura. Presenta potencias de plata cinceladas por Manuel Román Seco.

### Santo Entierro de Nuestro Señor Jesucristo
La actual imagen del Santo Entierro de Nuestro Señor Jesucristo es de las denominadas de serie. Fue adquirida en 1945, sustituyendo a una antigua que se conserva en la iglesia del conventual del Corpus Christi.

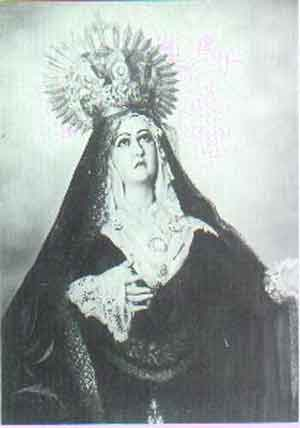
Imagen antigua de Nuestra Señora de los Dolores.

### Nuestra Señora de los Dolores
Adquirida y donada a la Real Hermandad Sacramental por el sacerdote José Cadenas en 1850, la Virgen de los Dolores es una imagen anónima, atribuida Leoncio Baglietto. La imagen, tallada en cedro y policromada al óleo, posee unas dimensiones de 154 centímetros de altura; es de candelero y responde al modelo de imagen de vestir con busto, manos talladas y brazos articulados. Sus características son las de una Dolorosa, siendo una imagen que exterioriza cierta serenidad, aunque su rostro refleja amargura y desasosiego interior; tiene la cabeza suavemente inclinada hacia la derecha; el entrecejo suavemente fruncido, con suaves líneas marcando las cejas; los ojos son grandes y algo caídos, con una mirada vaga, perdida; su nariz es recta; la boca la tiene entreabierta, teniendo tallados algunos dientes de la mandíbula superior; el mentón lo tiene un poco pronunciado hacia adelante, con un hoyuelo en el centro; su encarnadura es de tono rosáceo o nacarado; el cuello lo muestra perfectamente labrado; por último, sus manos las presenta estilizadas, de finos y alargados dedos, con la particularidad de que retranquea hacia atrás ambos dedos meñiques. 
Sólo se le conoce una restauración a la imagen de Nuestra Señora de los Dolores. Ante el deterioro que venía padeciendo la imagen, en 1988 se decidió llevar a cabo esta restauración, encargándose al profesor D. José Rodríguez Rivero-Carrera, el cual procedió a la instalación de un nuevo candelero, fijación de las distintas piezas del interior de la imagen, así como al tapado de pequeñas grietas en la encarnadura.

## Cultos
Como asociación pública de fieles, es finalidad de esta hermandad la realización de actos de culto público a los misterios de la Pasión, Muerte y Resurrección de Jesucristo, así como al Santísimo Sacramento de la Eucaristía y a la Virgen; desarrollándose dichos cultos de la siguiente forma: 

### Triduo al Santísimo Cristo del Amor
Anualmente el primer día de cuaresma, Miércoles de Ceniza, comienza un triduo que finaliza con función solemne. El primer domingo de Cuaresma se celebra un devoto besapiés a dicha imagen de Cristo, el cual finaliza con un viacrucis con la imagen del Cristo con el siguiente recorrido: Amargura, Albaicín, Condes de Castellar, Plaza Sacristán Guerrero y Santa María del Alcor. El acto finaliza con una veneración al Santo Lignum Crucis.

### Septenario a Nuestra Señora de los Dolores
Comenzando el penúltimo Viernes de Cuaresma. El Viernes de Dolores tiene lugar la Función Principal de Instituto de la Hermandad, así como el devoto besamanos que desde 1930 se celebra para venerar a la imagen de la Madre de Dios bajo su advocación de Nuestra Señora de los Dolores.

### Cultos al Santísimo Sacramento
El jueves siguiente al noveno domingo después de la primera Luna llena de primavera da comienzo anualmente un solemne Triduo en honor del Santísimo Sacramento de la Eucaristía, que finalizan con Solemne Función y Procesión del Cuerpo de Cristo por las calles del pueblo en la mañana del Domingo de Corpus. Estos cultos vienen precedidos por la Exaltación a la Eucaristía pregonada el sábado siguiente al Lunes de Pentecostés.

#### Exaltadores a la Eucaristía
| Año           | Nombre                            |
| ------------- | --------------------------------- |
| I - 1993      | Juan Palacios Ávila.              |
| II - 1996     | Nicasio Jiménez Roldán.           |
| III - 1997    | Manuel Navarro Palacios.          |
| IV - 1998     | José Manuel Jiménez Roldán.       |
| V - 1999      | Miguel Ángel Ruíz Jiménez.        |
| VI - 2000     | Isaac Martín Velázquez.           |
| VII - 2001    | Jesús Bonilla Morillo.            |
| VIII - 2002   | Luis Rebolo González.             |
| IX - 2003     | María Teresa Morales Guillén.     |
| X - 2004      | Rosario Madroñal Guerrero.        |
| XI - 2005     | Juan Benítez Moreno.              |
| XII - 2006    | María Dolores Franco Morillo.     |
| XIII - 2007   | Juan Guillermo Bonilla Jiménez.   |
| XIV - 2008    | Vicente González Flores.          |
| XV - 2009     | Ismael Jiménez Algaba.            |
| XVI - 2010    | Antonio Becerra Rico.             |
| XVII - 2011   | Jesús Ramón Jiménez Roldán.       |
| XVIII - 2012  | Manuel Jesús Belloso León.        |
| XIX - 2013    | Antonio José Rodríguez Martín.    |
| XX - 2014     | Rafael Jesús Jiménez Morillo.     |
| XXI - 2015    | Reyes Manuela Cadenas Guerrero.   |
| XXII - 2016   | Francisco Javier Cuevas Martínez. |
| XXIII - 2017  | Francisco Javier Bonilla Cruz.    |
| XXIV - 2018   | Alberto Jaime Manzano.            |
| XXV - 2019    | Manuel Jesús Bonilla Jiménez.     |
| XXVI - 2021   | Enrique Silva Tarancón.           |
| XXVII - 2022  | Alfonso Carlos Sánchez Huertas.   |
| XXVIII - 2023 | Francisco Manuel Jiménez Benítez. |
| XXIX - 2024   | Almudena Tarancón Jiménez.        |
| XXX - 2025    | Francisco José Morillo Benítez.   |

### Misa de acción de gracias por la salvación de la Virgen y el Santísimo Sacramento
El 21 de julio se celebra misa en acción de gracias por la salvación que Manuel Guerrero hizo de la imagen de la Virgen de los Dolores y del Santísimo Sacramento la fatídica noche de ese mismo día del año 1936, en los nefastos actos de los primeros días de la guerra civil española.

### Función al Santo Lignum Crucis y Dolores Gloriosos de Nuestra Señora
El 15 de septiembre se celebra una función en conmemoración del Santo Lignum Crucis y de los Dolores Gloriosos de Nuestra Señora.

### Función al Santo Entierro y Ánimas Benditas
El último viernes del mes de noviembre se celebra asimismo una función al Santo Entierro de Nuestro Señor Jesucristo. Dicha función se aplica en sufragio por el reposo de las almas de los visueños fallecidos ese año.

## Estación de penitencia
Según dictan las reglas de esta Hermandad, la cofradía realiza pública estación de penitencia por las calles de la localidad en la tarde-noche del Viernes Santo desde el Templo en el que reside hasta el monte conocido como Calvario.

### Nazarenos
Túnica de cola negra, antifaz del mismo color con el escudo de la Hermandad a la altura del pecho y cinturón de esparto para los nazarenos del Santísimo Cristo del Amor. El cirio del cuerpo de nazarenos del Cristo del Amor es de color rojo sacramental.
El hábito de los nazarenos de la Virgen de los Dolores consta de túnica blanca con botonadura y cínculo negros. Antifaz negro con un corazón traspasado por siete puñales (como símbolo de los Siete Dolores de la Virgen María) a la altura del pecho y capa del mismo color con el escudo de la Hermandad sobre el hombro izquierdo. Los nazarenos de Nuestra Señora de los Dolores portan cirios blancos salvo el último tramo que porta cirios color rojo sacramental. El calzado en ambos nazarenos es negro.

### Recorrido
Hasta 2015 el recorrido que la Hermandad realizaba en la tarde del Viernes Santo era el siguiente: salida de la Parroquia de Santa María del Alcor (19:00 horas), Amargura, Albaicín, Calvario, Jesús Nazareno, Rosario, Corredera, Plaza de la Recovera, Real, Plaza del Ayuntamiento, Convento, Plaza Sacristán Guerrero, Manuel Rodríguez "El Campanero" y Entrada (1:00 horas aproximadamente). En 2016 la Hermandad decidió en cabildo general de hermanos modificar su recorrido, quedando de la siguiente forma: salida de la Parroquia de Santa María del Alcor (19:00 horas), Amargura, Albaicín, Calvario, Jesús Nazareno, Carmona, Albaicín, Condes de Castellar, Plaza del Sacristán Guerrero, Convento, Real, Plaza de la Recovera, Corredera, Rosario, Santa María del Alcor y Entrada (1:00 horas aproximadamente)

## Patrimonio

### Pasos penitenciales

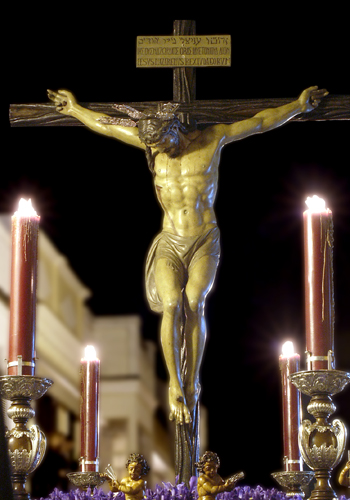
Paso del Cristo del Amor.

#### Paso de Cristo
El paso del Cristo del Amor es una obra reciente, siguiendo un diseño de José Manuel Bonilla Cornejo en 1995. La obra está realizada en madera de caoba y tinte de tonos oscuros, inspirándose en parámetros manieristas. El monte Calvario a los pies del Cristo está tallado en madera, semejando la piedra, y rodeado por una cenefa de lirios morados. La iluminación del paso se produce mediante cuatro hachones. Finalmente, los faldones son en damasco rojo en su parte central rodeada por una cenefa de terciopelo negro, y aderezados con galón y flecos de oro.

#### Paso de Palio
El paso de la Virgen presenta un armónico conjunto de orfebrería y bordados:
Los respiraderos, diseñados por Ricardo Jiménez, son una obra de corte neoclásico con trazas del corte regionalista que tiene todo el paso de palio. Su conjunto alterna piezas de orfebrería, cinceladas por el orfebre Pedro Rodríguez, con paños de bordados en oro, realizados por el taller de bordados Benítez y Roldán de Carmona (Sevilla). En lo que respecta al resto de la orfebrería es mayoritariamente cincelada en el taller de Hijos de Juan Fernández a lo largo de las décadas de los setenta y ochenta del siglo XX, exceptuando los varales que fueron cincelados por Antonio Pérez Barrios.
El manto con el que procesiona la Santísima Virgen fue realizado por el taller de Benítez y Roldán en Carmona en el año 2022, a partir del diseño de Ricardo Jiménez que, enriqueciéndolo, tomaba como base el anterior manto; el cual fue realizado en el convento de las Hermanas Trinitarias de El Viso en 1918, fecha anterior a la fundación de la Hermandad, a raíz de una cuestación del pueblo. Bordado en oro sobre terciopelo negro, es conocido popularmente como "el manto de las palomas" debido a que en la parte central del manto figuran dos palomas sosteniendo una corona real sobre un gran corazón traspasado por siete puñales. A finales de los setenta el manto original dejó de ser utilizado en la estación de penitencia debido al deterioro que sufrían sus bordados. Fue restaurado y enriquecido en 1991 en el taller de Antonio López, de Carmona, para ser reestrenado el Viernes Santo de 1992. Tras la realización del actual manto de salida, el anterior manto fue remodelado para adaptarlo como manto de cultos de la Virgen.
El palio, al igual que el manto de terciopelo negro y bordados en oro, ha sido ejecutado en varias fases. El interior de las bambalinas y el dibujo de los bordados del palio, son obra del Taller de Sobrinos de Caro en 1941-42. El resto es un diseño de Ricardo Jiménez basado en el anterior dibujo de Sobrinos de Caro y ejecutado en el taller de Jesús Rosado, de Écija, en el periodo 2004-2009. En la gloria del techo del palio se representan las Virtudes Teologales.

### Patrimonio Musical
Dentro del patrimonio artístico, en el aspecto musical la Hermandad tiene un digno patrimonio, no demasiado extenso aunque bastante bueno en calidad.

#### Música Litúrgica
- Misa del Centenario. Estrenada en la Santa Misa Pontifical, presidida por el Excelentísimo y Reverendísimo Señor José Ángel Saiz Meneses con motivo del I centenario fundacional de la Hermandad de penitencia. Con el texto en latín e interpretada desde entonces en las funciones al Stmo. Cristo del Amor y a Ntra. Sra. de los Dolores, comprende Kirye, Gloria, Sanctus y Agnus Dei, y fue creada a partir de unas melodías ideadas por el entonces Hermano Mayor Juan Guillermo Bonilla, e inspiradas en composiciones de Mozart, Gounod y Schubert. Posteriormente, el compositor Arturo Garralón Pérez escribió la partitura completa, añadiendo la segunda voz (también primera en el caso del Gloria) y las melodías acompañantes para distintos instrumentos.

#### Marchas Procesionales
- Pobre Carmen, obra del músico Eduardo López Juarranz a finales del siglo XIX. Dicha composición no está directamente dedicada a la Hermandad, sin embargo, una casualidad histórica hace que forme parte del patrimonio sentimental de la Hermandad: era la marcha preferida de D. Manuel Guerrero, persona que salvó a la Virgen y al Santísimo de las llamas en los sucesos acaecidos a raíz del golpe de Estado del 18 de julio de 1936, y en honor a este insigne caballero se toca todos los años al pasar la cofradía por la puerta de la casa donde guardó ambos tesoros.
- El Amor de Cristo, obra del músico Pablo Ojeda Jiménez en el año 2010 con motivo del L aniversario de la llegada a la localidad de la imagen del Santísimo Cristo del Amor.
- Mater Dolorosa, obra del músico Pablo Ojeda Jiménez en el año 2022 con motivo del Centenario de la Hermandad de los Dolores.